# After the Axe
After the Axe ist ein kanadischer Dokumentarfilm aus dem Jahr 1982 von Sturla Gunnarsson über Entlassungen von Führungskräften.

## Handlung
Der Film beleuchtet die Erfahrungen von Managern, die entlassen werden, und die Entstehung einer neuen Branche, die sich auf solche Entlassungen spezialisiert hat.
Wilson, ein leitender Angestellter im Marketing, wird nach 15 Jahren guter Arbeit von einem Lebensmittelkonzern entlassen. Er verliert seinen Status und seine Sicherheit und wird in die Rolle eines abhängigen Hausmannes gedrängt, der von seinen Kindern verachtet und von seinen ehemaligen Kollegen gemieden wird.

## Produktion
Der Film war eine Koproduktion zwischen der Canadian Broadcasting Corporation und dem National Film Board of Canada und wurde 1981 gedreht. Das Budget betrug 452.017 US-Dollar.

## Kritiken
Gary Lamphier schrieb in Cinema Canada, dass Gunnarsson und Lucas „Biffs Niedergang und seine anschließende Wiederauferstehung mit Sparsamkeit und Stilsicherheit darstellen“.
Der Film wurde für einen Oscar in der Kategorie „Bester Dokumentarfilm“ nominiert. Trotz der Oscar-Nominierung in der Kategorie Dokufiktion ist After the Axe eher ein Dokumentarfilm, der in Zusammenarbeit mit Mitgliedern der kanadischen Wirtschaft gedreht wurde, die Drehorte zur Verfügung stellten und bei der Erstellung von Szenen während der Dreharbeiten halfen. Der Protagonist des Films, D.R. „Biff“ Wilson, ist eine zusammengesetzte Figur, die auf Gesprächen der Filmemacher mit entlassenen Führungskräften basiert, während die anderen kanadischen Führungskräfte sich selbst spielen.

## Einspielergebnisse
1. ↑  After the Axe In: Canadian Film Encyclopedia (web.archive.org). Abgerufen am 16. Mai 2025.
2. ↑  Gary Evans: In the national interest : a chronicle of the National Film Board of Canada from 1949 to 1989. University of Toronto Press, Toronto/Buffalo 1991, ISBN 1-4426-7608-6 (archive.org [abgerufen am 10. März 2024]).
3. ↑  Gary Lamphier: Short Film Reviews/Sturla Gunnarsson's „After the Axe“. In: Cinema Canada. Nr. 0, 1981, ISSN 1918-879X (athabascau.ca [abgerufen am 10. März 2024]).
4. ↑  After the Axe. National Film Board of Canada, abgerufen am 10. März 2024.